# Nuevo Trabajo
El concepto de Nuevo Trabajo describe la nueva forma de trabajar de la sociedad actual en la era global y digital. El término fue acuñado por el filósofo social austroamericano Frithjof Bergmann y se basa en su investigación sobre la noción de libertad y la suposición de que el sistema de trabajo anterior está desactualizado.

## Filosofía
El concepto de Bergmann comienza con una evaluación crítica de la comprensión estadounidense de la libertad. No considera la libertad la opción de elegir entre dos o más, más o menos mejores o peores opciones ( libertad de elegir ). Su comprensión de la libertad es la opción de hacer algo que es realmente importante ( decide lo que quieres hacer porque crees en ello ).
Los valores centrales del concepto de Nuevo Trabajo son la autonomía, la libertad y la participación en la comunidad. El Nuevo Trabajo debe ofrecer nuevas formas de creatividad y desarrollo personal, aportando así algo realmente importante al mercado laboral. De esta forma, es posible una verdadera "libertad de acción". La idea principal es crear un espacio para la creatividad y la autorrealización (o: La búsqueda de la felicidad). Dado que se considera obsoleto el sistema laboral, la humanidad tiene la opción de deshacerse del trabajo asalariado.

## Estructura
El primer sistema capitalista de trabajo asalariado debería transformarse lentamente en el Nuevo Trabajo. Este nuevo trabajo debe constar de tres partes:
1. Un tercio de empleo remunerado
2. Un tercio de autoabastecimiento de alta tecnología (' autosuficiencia ') y consumo inteligente
3. Un tercio del trabajo que realmente deseas.

### Empleo remunerado
Dado que la cantidad de trabajo remunerado disponible (trabajo tradicional por realizar), en el contexto de la sociedad industrial, será menor debido a la automatización en todos los dominios económicos, los defensores del Nuevo Trabajo sugieren un empleo remunerado reducido para todos.

### Autoabastecimiento de alta tecnología y consumo inteligente
La satisfacción de las necesidades de la humanidad estará respaldada por el autoabastecimiento de alta tecnología utilizando la tecnología más nueva. En un futuro cercano, los llamados Fabbers, dispositivos todo en uno automatizados, podrían producir bienes de forma autónoma.
Bergmann considera 'Consumo inteligente' que las personas deben contemplar y decidir qué es lo que realmente necesitan. Según Bergmann, muchos productos y cosas son irrelevantes, ya que consumen más tiempo al usarlos del que ahorran. Un ejemplo podría ser la prensa de ajo, donde la mayoría de las veces el tiempo de limpieza del dispositivo consume más tiempo que el "tiempo ahorrado" al usar la prensa en comparación con el prensado / corte manual.
Mediante el autoabastecimiento y el consumo inteligente, las personas pueden mantener un buen nivel de vida a pesar de que solo un tercio de la capacidad total se utiliza para el trabajo asalariado.

### Trabajo querealmentequieres
Este es el componente más importante del Nuevo Trabajo. La idea es: el trabajo como tal no tiene fin y es mucho más de lo que es y puede proporcionar el sistema de trabajo asalariado. Según Bergmann, todo ser humano puede encontrar un trabajo que esté alineado con sus propios valores, deseos, sueños, esperanzas y habilidades.
Dado que Bergmann niega un proceso revolucionario para superar el sistema de trabajo asalariado, el cambio solo puede ocurrir lentamente y este cambio solo puede lograrse a través de personas que analicen de cerca sus deseos reales y persigan esos deseos. Al hacerlo, se vuelven cada vez más independientes del sistema de trabajo asalariado.
En los llamados 'centros de Nuevo Trabajo' la idea es que las personas colaboren y, con el apoyo de mentores, intenten identificar qué tipo de trabajo realmente quieren hacer. Por supuesto, este proceso es complejo, exigente y requiere mucho tiempo. Bergmann usa el término 'Selbstunkenntnis'. Mediante el proceso de tratar de identificar lo que una persona realmente, realmente quiere hacer, podría comenzar un movimiento general que cambie la vida de cada uno para que la gente se sienta "más viva".

## Llevando el concepto más lejos
El psicólogo Markus Väth desarrolló aún más la teoría de Bergmann: basado en el artículo de Bergmann 'Nuevo trabajo, nueva cultura', Väth ilustra cuatro pilares en los que una implementación exitosa del Nuevo Trabajo podría basarse en:
1. una forma de vida consciente ("Life Blending") en combinación con una revaluación de la importancia del trabajo para la propia vida
2. un modelo sistemático de competencias que son relevantes para trabajar en un mundo dinámico y altamente complejo
3. un modelo de cambio para las organizaciones que permita un cambio de paradigma en la cultura y las organizaciones
4. un intenso debate sobre el papel del trabajo en la sociedad y un mandato correspondiente del mundo político ("New Work Deal")